# Zlaté
Zlaté je obec na Slovensku v okrese Bardejov v Prešovském kraji. Obec leží v miokroregionu Bardejov- Horná Topľa na území historického regionu Šariše. Žije zde 764 obyvatel.

## Historie
Název obce napovídá, že její existence souvisela s těžbou drahých kovů. První písemná zmínka pochází z roku 1355, Kdy kastelán Makovického panství Mikuláš obdržel od krále Ludvíka I. povolení na těžbu zlata a dalších kovů. Již ve druhé polovině 14. století s ní splynula původně samostatná vesnice Konštantín, ležící v těsné blízkosti. Koncem 15. století byla kvůli nerentabilnosti ložiska těžba v této oblasti ukončena.

## Památky
V obci se nachází evangelický kostel z let 1957 až 1959 a dále pak římskokatolický kostel Panny Marie Sedmibolestné, postavený před rokem 1840 a v letech 1991 až 1992 po požáru opravený. Nedaleko vesnice stával klášter z 12. či 13. století, z něhož se zachovaly pouze zbytky.